# Acid Drop
Acid Drop — видеоигра в жанре головоломки, разработанная программистом Дэннисом М. Киссом (англ. Dennis M. Kiss) и выпущенная компанией Salu Ltd. в 1992 году эксклюзивно для игровой приставки Atari 2600. Стала последней игрой, официально выпущенной для этой игровой системы.

Самое начало игры

Acid Drop является адаптированным под возможности Atari 2600 клоном популярной видеоигры-головоломки Columns, выпущенной компанией Sony в 1989 году для аркадных автоматов и ряда игровых систем Геймплей игры схож со знаменитым Тетрисом, как и в нём, цель Acid Drop — складывание падающих с верхней части экрана блоков в определённом порядке. Как и в игре Columns, каждый блок состоит из трёх ячеек разного цвета, расположенных друг над другом. Игрок может менять порядок расположения ячеек в блоке или поворачивать блок горизонтально. Три ячейки одинакового цвета, сложенные в нижней части экрана в ряд или в столбик, исчезают, принося игроку каждый раз бонусные пункты.
За каждые 10 000 пунктов игрок переходит на новый уровень, где блоки падают с более высокой скоростью. Игра заканчивается, если на экране становится так много блоков, что для новых не остаётся места. Всего же в игре 30 таких уровней.
Единственная музыкальная дорожка, звучащая на протяжении всей игры, является несколько упрощённым вариантом знаменитой фортепианной пьесы-багатель Людвига ван Бетховена — К Элизе.
Кроме Acid Drop, компания Salu Ltd. переиздала для Atari 2600 игры Ghostbusters II (в 1992 году) и Pick 'n Pile (в 1990 году).